# Ekkyklêma

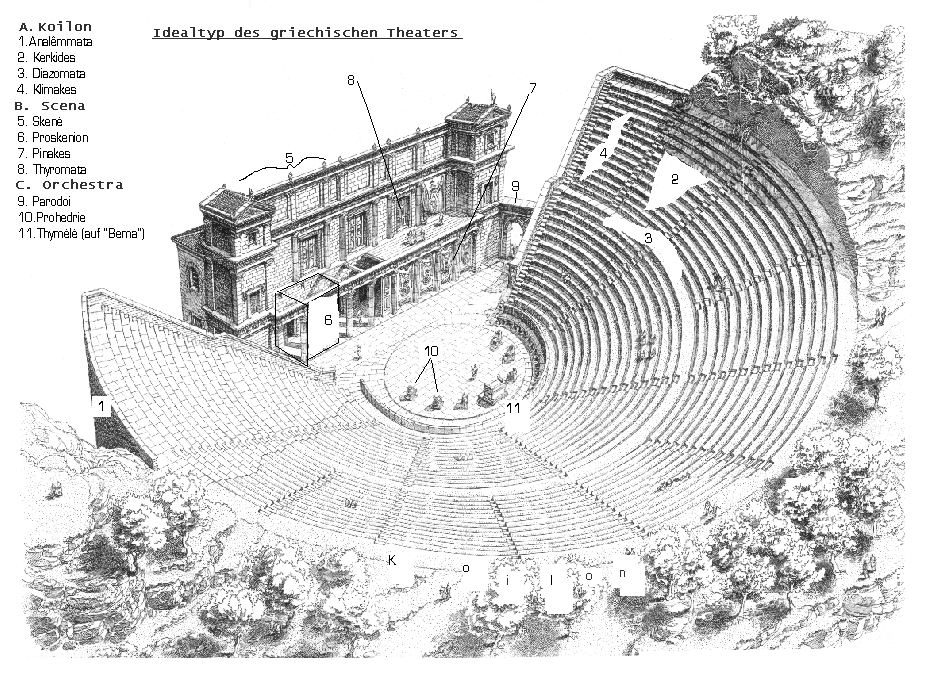
Schéma d'un théâtre grec

L’ekkyklêma ou eccyclème (grec ancien : ἐκκύκλημα) est un élément pratique et décoratif du théâtre utilisé dans la Grèce antique à partir du Ve siècle av. J.-C. Avec la mèchanè, c'est la principale machine du théâtre grec antique.
Il s´agit d´une plateforme roulante ou pivotante située dans l'axe de la porte principale de la skènè. Elle « route à l'extérieur une partie de l'espace intérieur » : elle peut montrer « des scènes d'intérieur ou le résultat d'actions qui s'étaient déroulées à l'intérieur ». 
Les acteurs pouvaient jouer sur cette plateforme, qui produisait, malgré son aspect conventionnel, un grand effet sur le public. Aristophane en parodia l'usage dans Les Acharniens (v. 409).